# Божићна декорација
Божићна декорација је врста украшавања и расвете која се користи за време божићних и новогодишњих празника. Карактеристичне традиционалне боје које се најчешће јављају у божићној декорацији су комбинације црвене и зелене, али постоје и разне варијације, те одступања од ове палете. Плава, пинк и бела често обележавају зиму, понекад Хануку која се такође прославља у том делу године. Златна и сребрна боја су такође веома заступљене, као и остале металик боје. Симболи божићне декорације су деда Мраз, новогодиња јелка, имела и комета, као и с религијске стране, новорођени Исус. 
У многим земљама, најчешће католичким, попут Шведске, људи постављају божићну декорацију са почетком адвента. У Србији се, такође, првенствено из туристичких разлога, Београд окити божићном декорацијом и новогодишњом расветом још почетком новембра.

## Врста божићне декорације

### Божићна звезда
Божићна звезда представља биљку која цвета на црвено у зимском периоду и потиче из Мексика. Тај назив су јој дали још шпански освајачи у средњем веку због изгледа самог цвета. За време празника, широм света је могуће купити комерцијализован природан или пластичан цвет у саксији.
Постоје две легенде о настанку Божићне звезде, једна потиче из Мексика, а друга од староседелаца Мексика, Астека.